# Allhelgonadagen
Allhelgonadagen (i äldre tider även skrivet all helgona dag),  är en svensk högtid som alltid infaller i november. Fram till 1953 hette den "Alla helgons dag". Den kyrkliga helgdagen Alla helgons dag hade från 1772 firats i Sverige på söndagen i anslutning till månadsskiftet oktober–november. År 1952 fattades beslut i riksdagen om att flytta Alla helgons dag från en söndag till den lördag som infaller mellan 31 oktober och 6 november och som samtidigt blev allmän helgdag. Den 1 november fick i den svenska almanackan då namnet "Allhelgonadagen". Innan dess användes både "Alla helgons dag" och "Allhelgonadagen" utbytbart som namn för båda dagarna.

### Fotnoter
1. ↑  ”Allhelgonadagen”. Dagens Nyheter. 1 december 2009. http://www.dn.se/arkiv/kultur/allhelgonadagen/. Läst 30 oktober 2016.
2. ↑  ”Allhelgonadagen”. Dagens Nyheter. 1 december 2010. http://www.dn.se/arkiv/familj/allhelgonadagen/. Läst 30 oktober 2016.